# Ciran
Ciran ist eine Gemeinde im französischen Département Indre-et-Loire in der Region Centre-Val de Loire. Sie gehört zum Kanton Descartes und zum Arrondissement Loches. Sie grenzt im Norden an Vou, im Nordosten an Mouzay, im Osten an Varennes, im Südosten an Esves-le-Moutier, im Süden an Ferrière-Larçon und im Westen an Ligueil.

## Bevölkerungsentwicklung

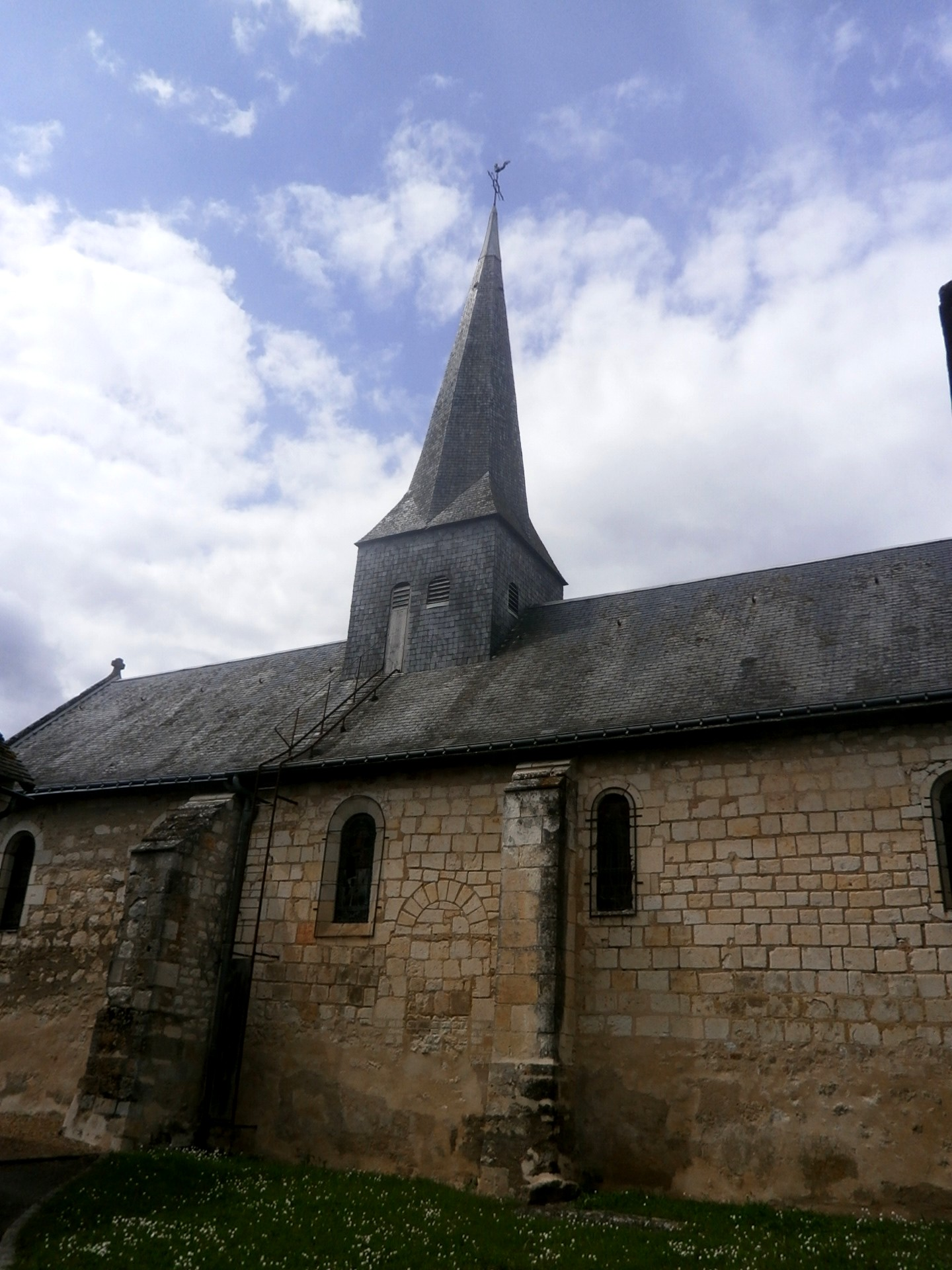
Kirche Saint-Sym,phorien

| Jahr      | 1962 | 1968 | 1975 | 1982 | 1990 | 1999 | 2008 | 2017 |
| --------- | ---- | ---- | ---- | ---- | ---- | ---- | ---- | ---- |
| Einwohner | 437  | 396  | 335  | 293  | 347  | 364  | 435  | 414  |